# Toxotrypana proseni
Toxotrypana proseni är en tvåvingeart som beskrevs av Blanchard 1960. Toxotrypana proseni ingår i släktet Toxotrypana och familjen borrflugor. Inga underarter finns listade i Catalogue of Life.